# Anne Casabonne
Pour les articles homonymes, voir Casabonne.
Anne Casabonne, née le 9 janvier 1970, est une actrice et femme politique québécoise, connue pour ses rôles dans Les Zigotos, La Galère, Unité 9 et Complexe G. Engagée brièvement en politique avec le Parti conservateur du Québec, elle s'est également fait remarquer par ses prises de position polémiques.

## Biographie
À l'âge de 15 ans, Anne perd son père. À l'âge de 21 ans, elle perd sa mère et quatre mois plus tard, elle donne naissance à son fils.
Anne Casabonne étudie à l'Université du Québec à Montréal au baccalauréat en art dramatique (profil interprétation) entre 1988 et 1991.
Elle est la sœur de l'artiste multidisciplinaire Jean-François Casabonne.

## Carrière

### Actrice
Elle se fait connaître d'abord pour sa participation dans les années 1990 à l'émission Les Zigotos où elle incarne entre autres le rôle de Nadine Trudeau et M. Twit. Par la suite, elle joue le rôle de Cléo dans la populaire émission jeunesse Macaroni tout garni diffusée à Télé-Québec. Elle interprète le rôle de Claude dans la série La Galère diffusée de 2007 à 2013 sur les ondes de Ici Radio-Canada Télé. De 2013 à 2019, elle joue dans la télé-série dramatique Unité 9. En 2015, elle anime Déco Top Chrono à Canal Vie.
De 2014 jusqu'au printemps 2021, elle est porte-parole d'Accès pharma, un réseau de pharmacie de Walmart.

### Controverse sur le vaccin contre la Covid-19
En septembre 2021, Anne Casabonne provoque une controverse majeure après avoir publié un message sur Facebook, dans lequel elle qualifie les vaccins contre la Covid-19 de « grosse marde » et relaie plusieurs fausses informations au sujet de la pandémie. Elle y attaque également le premier ministre François Legault et le ministre de la Santé, Christian Dubé, les qualifiant de « clowns ».
Ces déclarations, largement critiquées, conduit Walmart Canada à se dissocier publiquement de ses propos. À la suite de cette controverse, plusieurs vidéos publicitaires d'Accès pharma mettant en vedette la comédienne sont retirées des plateformes numériques. Malgré l'ampleur des réactions, Anne Casabonne ne répond pas aux demandes d'entrevue. Elle annonce ensuite qu'elle prend une année sabbatique à la suite de cette controverse, officiellement pour ne pas « favoriser un groupe par rapport à un autre » en raison du statut vaccinal. Son agent, l'Agence Jocelyn Robitaille, retire également son profil de son site, évoquant un accord mutuel en raison des réactions négatives engendrées par ses propos.

### Femme politique
En janvier 2022, Anne Casabonne profite de l'occasion de sa controverse pour annoncer qu'elle se représentera lors des élections générales québécoises de 2022. Le président de l'association du Parti conservateur du Québec dans Charlesbourg, dévoile qu'elle pourrait se présenter dans cette circonscription. Éric Duhaime déclare par la suite qu'aucune décision n'est prise concernant le futur de la candidate, mais qu'elle ne se présentera pas dans la région de Québec. Finalement, elle se présente candidate dans Iberville pour succéder à la députée conservatrice Claire Samson.
Le 17 janvier 2022, Anne Casabonne rejoint le Parti conservateur du Québec, dirigé par Éric Duhaime, pour l'élection partielle dans la circonscription de Marie-Victorin. Anne Casabonne est vaincue, et termine quatrième avec 1696 voix, soit 10,41 % de l'ensemble du vote, devançant le Parti libéral du Québec.

### Réaction à un mème humoristique
Le 5 janvier 2024, Anne Casabonne s'enflamme face à un mème publié par L'actualité en mèmes, une page humoristique suggérant, avec légèreté, qu'elle avait disparu des radars. Casabonne critique l'auteur, le qualifiant de « sans couilles », pour avoir choisi de ne pas utiliser son vrai nom. Non satisfaite, elle poursuit sa vendetta lorsqu'un deuxième mème apparaît, réitérant ses accusations. L'auteur, Maxime Larrivée-Roy, rappelle que son nom est pourtant public, mais cela n'empêche pas Casabonne de persister dans ses critiques.

### Retour dans les médias
Le 1er juin 2024, Anne Casabonne annonce un retour dans les médias en tant que chroniqueuse à Radio X avec Dominic Maurais. Bien que cette annonce ait été faite le 1er juin, Casabonne n'a, cinq mois plus tard, pas encore fait ses débuts à l'antenne.

## Filmographie

### Cinéma
- 1998 : L'Âge de braise de Jacques Leduc : une employée
- 2004 : Monica la mitraille de Pierre Houle : Paula
- 2004 : Elvis Gratton XXX : La Vengeance d'Elvis Wong de Pierre Falardeau : Hélène
- 2006 : Histoire de famille de Michel Poulette : Chantal
- 2014 : Les Maîtres du suspense de Stéphane Lapointe : Béatrice Cabana
- 2015 : La Guerre des tuques 3D de Jean-François Pouliot et François Brisson : Maranda (voix originale)
- 2019 : Les Fleurs oubliées d'André Forcier : Bourgeoise Aysha
- 2022 : Arlette de Mariloup Wolfe : Christine Petit
- 2023 : Le Purgatoire des intimes de Philippe Cormier : Marie-Catherine Denoncourt

### Télévision
- 1994-1998 : Les Zigotos
- 1998-2004 : Macaroni tout garni : Cléo, la fleuriste[15]
- 2007-2013 : La Galère : Claude Milonga
- 2010 : Trauma : Céline Paquin (2 épisodes — saison 1)
- 2011 : 30 vies : Alexandra Pagé (saison 2)
- 2013-2019 : Unité 9 : Annie Surprenant
- 2014 : Complexe G : Hélène
- 2015 : Déco top chrono
- 2015 : Switch & Bitch : Chantale (web-série)
- 2017- : Mère & Fille : Isabelle (web-série)
- 2017- : L'Échappée : Cécile Nault
- 2021 : District 31 : Patricia Ledoux
- 2021 : Virage : Jojo Ménard
- 2021 : Sans Rendez-Vous : Roxane